# MARECS
MARECS (acronyme de Maritime European Communications satellite), initialement MAROTS est une famille de satellites de télécommunications placés en orbite géostationnaire développés par l'Agence spatiale européenne dans les années 1970 pour assurer des liaisons entre les navires et les stations sur terre. Les MARECS forment la première génération des satellites Inmarsat.

## Historique
En 1973 l'Europe spatiale est confrontée aux échecs répétés de son lanceur Europa dus essentiellement à une organisation inadaptée de la coopération entre les différents pays. Le remplacement des deux institutions spatiales européennes, l'ESRO et l'ELDO, par une agence spatiale européenne fonctionnant sur de nouvelles bases est discutée. Mais les trois principaux contributeurs ont des visions très différentes des programmes prioritaires qui devront être pris en charge. Alors que la France souhaite le développement en priorité du lanceur L3S (future Ariane), l'Allemagne met en avant le module de recherche Spacelab de la Navette spatiale américaine tandis que le Royaume-Uni promeut le satellite de télécommunications maritimes MAROTS (Maritime Orbiting Test Satellite). Par le jeu des contributions facultatives un accord est finalement trouvé en juillet 1973 pour permettre le développement simultané des trois programmes ouvrant la voie à la création de l'Agence spatiale européenne. MAROTS doit être financé à 56 % par les contributions britanniques tandis que la France fournit 15 % des fonds et l'Allemagne 20 %.
Le développement du satellite, rebaptisé MARECS (Maritime European Communications satellite), rencontre des difficultés de développement et voit son cahier des charges modifié. Alors qu'il devait constituer un prototype, il est finalement construit à trois exemplaires opérationnels lancés entre 1981 et 1984 et forme la première génération des satellites de la société européenne Inmarsat.

## Caractéristiques techniques
Le satellite MARECS a une masse de 1 060 kg et a des dimensions de 2,3 × 3,1 × 1,8 m au lancement et une envergure de 3,8 mètres une fois les panneaux solaires déployés. Le satellite utilise une plateforme ECS stabilisé 3 axes avec une précision de 0,2° en utilisant des roues de réaction et des propulseurs fonctionnant à l'hydrazine. Les panneaux solaires orientables fournissent 995 watts en début de mission et l'énergie générée est stockée dans deux batteries nickel cadmium. La plateforme est développée par le constructeur principal du satellite British Aerospace. Le moteur d'apogée utilisé est de type Star-30B pour les deux premiers satellites et Mage-2 pour le troisième. Il emporte 3 répétiteurs pour les liaisons terre-navire, navire-terre et terre-terre avec 35 canaux. La charge utile du satellite dispose d'une antenne parabolique de 2 mètres de diamètre fonctionnant en bande L et de deux cornets (un pour l'émission et un pour la réception).

## Historique des lancements
| Désignation | Date lancement | Type | Lanceur  | Masse initiale / en orbite | Référence COSPAR | Commentaire        |
| ----------- | -------------- | ---- | -------- | -------------------------- | ---------------- | ------------------ |
| MARECS 1    | 20/12/1981     | A    | Ariane 1 | 1060 / 567 kg              | 1981-122A        |                    |
| MARECS B    | 10/9/1982      | B    | Ariane 1 | 1050 / 497 kg              |                  | Échec du lancement |
| MARECS 2    | 10/11/1984     | B    | Ariane 3 | 1050 / 497 kg              | 1984-114B        |                    |